# Martin Gudmundsson
Martin Ulf Åke Gudmundsson, född 21 augusti 1986 i Rättvik, är en svensk ishockeytränare för Västerviks IK i Hockeyallsvenskan. 

### Webbkällor
- ”Martin Gudmundsson”. eliteprospects.com. https://www.eliteprospects.com/staff/13874/martin-gudmundsson. Läst 2 oktober 2021.